# W.A.S.P. (음반)
| 전문가 평가                      | 전문가 평가 |
| 평가 점수                        | 평가 점수   |
| 출처                             | 점수        |
| -------------------------------- | ----------- |
| AllMusic                         | [ 2 ]       |
| Collector's Guide to Heavy Metal | 5/10        |
| Metal Crypt                      | [ 4 ]       |
| Rock Hard                        | 9.0/10      |

《W.A.S.P.》는 미국의 헤비 메탈 밴드 W.A.S.P.의 데뷔 스튜디오 음반으로, 1984년 8월 17일에 발매되었다. 이 음반은 세 가지 다른 이름으로 알려져 있다. 원래 유럽 바이닐 초판의 옆면에는 《Winged Assassins》라고 인쇄되어 있었으며, 초기 카세트 테이프 판본에는 음반의 첫 번째 트랙인 〈I Wanna Be Somebody〉의 제목이 커버에 굵은 글씨로 인쇄되어 있었다. 이 음반의 공식적인 제목은 단순히 《W.A.S.P.》이며, 일반적으로도 그렇게 불린다.

## 배경
원래 발매되기 전, 논란이 되었던 트랙 〈Animal (Fuck Like a Beast)〉는 음반에서 삭제되었다. 부모 음악 자원 센터는 이 곡을 도덕적으로 문제가 있다고 판단한 곡 목록인 〈Filthy 15〉 중 하나로 지목했다. 이후 캐피틀 레코드는 압력에 굴복하여 이 곡을 제외시켰다. 밴드는 이 곡을 1984년 영국에서 인디 레이블 뮤직 포 네이션스를 통해 싱글로 발매했으며, 이 싱글은 이후 북미에서 수입 음반으로서 큰 인기를 끌게 되었다. 1998년 재발매판에는 원래 의도되었던 트랙리스트가 수록되며 이 곡도 복원되었다.
곡 〈I Wanna Be Somebody〉는 음반의 두 번째 싱글로 뮤직 비디오와 함께 발매되었고, 매우 큰 인기를 끌어 VH1의 "역사상 가장 위대한 하드 록 노래 100곡" 목록에 포함되었다. 〈L.O.V.E. Machine〉은 블래키 롤리스가 W.A.S.P. 이전에 활동하던 밴드 서커스 서커스 시절까지 거슬러 올라가는 곡으로, 당시 라이브에서는 자주 연주되었지만 정식으로 녹음되지는 않았다.

## 곡 목록
모든 곡들은 특별한 언급이 없는 한 블래키 롤리스에 의해 작사/작곡하였다.
| #  | 제목                    | 작사·작곡                        | 재생 시간 |
| -- | ----------------------- | -------------------------------- | --------- |
| 1. | 〈I Wanna Be Somebody〉 |                                  | 3:43      |
| 2. | 〈L.O.V.E. Machine〉    |                                  | 3:51      |
| 3. | 〈The Flame〉           | 롤리스, 크리스 홈즈, J. 마르케스 | 3:41      |
| 4. | 〈B.A.D.〉              |                                  | 3:56      |
| 5. | 〈School Daze〉         |                                  | 3:35      |

| #   | 제목                        | 작사·작곡    | 재생 시간 |
| --- | --------------------------- | ------------ | --------- |
| 6.  | 〈Hellion〉                 |              | 3:39      |
| 7.  | 〈Sleeping (In the Fire)〉  |              | 3:55      |
| 8.  | 〈On Your Knees〉           |              | 3:48      |
| 9.  | 〈Tormentor〉               | 롤리스, 홈즈 | 4:10      |
| 10. | 〈The Torture Never Stops〉 |              | 3:56      |

## 인증
| 국가                       | 인증 | 판매량/출하량 |
| -------------------------- | ---- | ------------- |
| 캐나다 (뮤직 캐나다)       | 골드 | 50,000^       |
| 핀란드 (Musiikkituottajat) | 골드 | 20,000        |
| 일본 (RIAJ)                | 골드 | 100,000^      |
| 미국 (RIAA)                | 골드 | 500,000^      |
| ^출하량을 기반으로 한 인증 |      |               |